# Фридерика Вилхелмина Шарлота фон Зайн-Витгенщайн-Берлебург
Фридерика Вилхелмина Шарлота фон Зайн-Витгенщайн-Берлебург (на немски: Friederike Wilhelmine Charlotte von Sayn-Wittgenstein-Berleburg; * 23 юни 1682 в Берлебург; † 26 юни 1731 в Магдебург) е графиня от Зайн-Витгенщайн-Берлебург и чрез женитби графиня на Изенбург, Офенбах и Драйайх (1708 – 1718) и бургграфиня и графиня на Дона-Райхертсвалде (1727 – 1731) (Райхертсвалде, днес Марково, Острудски окръг, Варминско-Мазурско войводство, Полша).
Тя е дъщеря на граф Георг Вилхелм фон Зайн-Витгенщайн-Берлебург (1636 – 1684) и третата му съпруга графиня Шарлота Амалия фон Изенбург-Бюдинген-Офенбах (1651 – 1725), дъщеря на граф Йохан Лудвиг фон Изенбург-Бюдинген-Офенбах (1622 – 1685) и втората му съпруга принцеса Луиза фон Насау-Диленбург (1623 – 1685).
Фридерика Вилхелмина Шарлота умира на 26 юни 1731 г. на 47 години в Магдебург.

## Фамилия
Фридерика Вилхелмина Шарлота фон Зайн-Витгенщайн-Берлебург се омъжва на 22 юли 1708 г. в Тиргартен при Бюдинген за чичо си граф Йохан Филип фон Изенбург-Бюдинген-Офенбах (* 4 декември 1655 в Офенбах; † 21 септември 1718 в двореца „Филипсайх“ при Драйайх), брат на майка ѝ Шарлота Амалия, син на граф Йохан Лудвиг фон Изенбург-Бюдинген-Офенбах (1622 – 1685) и втората му съпруга принцеса Луиза фон Насау-Диленбург (1623 – 1685). Тя е втората му съпруга. Те имат една дъщеря:
- Луиза Шарлота фон Изенбург-Бюдинген (* 16 септември 1715, Офенбах; † 18 юли 1793, Лаубах), омъжена на 25 октомври 1733 г. в Офенбах за принц Фридрих Ернст фон Изенбург-Бюдинген (1709 – 1784), син на Волфганг Ернст I княз фон Изенбург-Бюдинген († 1754) и графиня Фридерика Елизабет фон Лайнинген-Дагсбург († 1717).

Фридерика Вилхелмина Шарлота фон Зайн-Витгенщайн-Берлебург се омъжва втори път на 4 декември 1727 г. в Офенбах за бургграф и граф Фридрих Лудвиг фон Дохна-Райхертсвалде (* 8 юни 1697; † 21 юни 1766 в Полша), син на бургграф и граф Кристоф Фридрих фон Дона-Лаук (1652 – 1734) и пфалцграфиня Елизабет Кристиана фон Цвайбрюкен-Ландсберг (1656 – 1707), дъщеря на пфалцграф и херцог Фридрих Лудвиг фон Цвайбрюкен-Ландсберг (1619 – 1681). Бракът е бездетен.
Вдовецът ѝ Фридрих Лудвиг фон Дона-Райхертсвалде се жени втори път 1732 г. за бургграфиня Есперанца Луиза цу Дона-Ферасиерес (1705 – 1733) и трети път 1734 г. за графиня Луиза Шарлота фон Дьонхоф (1711 – 1755).